# In de coulissen

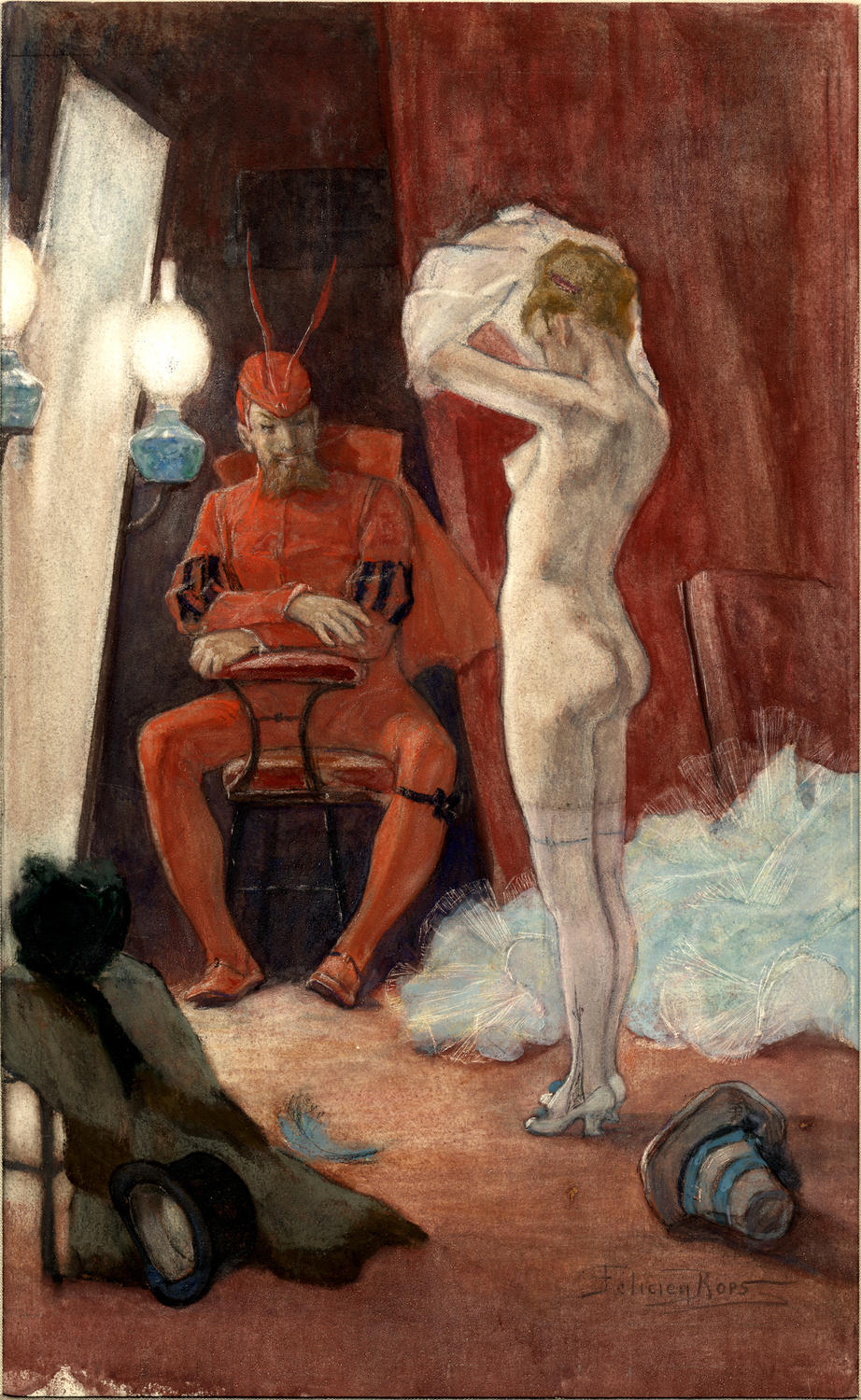
In de coulissen

In de coulissen (Frans: Dans les coulisses) is een tekening van de Belgische kunstenaar Félicien Rops. De tekeningenserie waar deze tekening deel van uitmaakt, kondigde de satanische periode van de kunstenaar aan van de jaren 1880.

## Geschiedenis
Rond 1878-1880 tekende Rops twee albums met tekeningen voor de Parijse bibliofiel Jules Noilly. De tekeningen noemde hij Cent légers croquis sans prétention pour réjouir les honnêtes gens (Honderd pretentieloze schetsen voor de geneugten van de eerlijke mensen) en zijn een comédie humaine met als thema het vrouwelijk halfnaakt. Voor een nieuw (vervolg)album, het Album van de duivel, maakte Rops een reeks tekeningen, waaronder In de coulissen. Dit vervolgalbum werd echter niet gerealiseerd.
In 2008 werd de tekening geveild in Versailles en vanwege de "superieure kwaliteit" aangekocht door het Fonds Léon Courtin-Marcelle Bouché van de Koning Boudewijnstichting (Erfgoed). De tekening werd in permanente bruikleen gegeven aan het Musée Félicien Rops in Namen. Dit museum had toen al zo'n twintig tekeningen van de Cent légers croquis, maar nog geen enkele tekening van het Album van de duivel.

## Beschrijving
De tekening is gemaakt met kleurpotlood, pastelkrijt en aquarel op papier. Het toont een duivel gezeten op een stoel die kijkt naar een vrijwel naakte vrouw die van achteren gezien geportretteerd wordt. Door gebruik te maken van pastel kon de kunstenaar subtiele schakeringen aanbrengen en heldere kleuren gebruiken.